# Otto Eppenstein
Martin Otto Eppenstein (Breslau, 7 de outubro de 1876 – Jena, 7 de outubro de 1942) foi um físico alemão especialista em óptica.

## Vida e obra
Otto Eppenstein nasceu em 1876, filho do comerciante judeu Richard Eppenstein (1848–1909) e sua mulher Marie (1856–1931). Obteve o Abitur em 1894 no St. Johannes-Gymnasium em Breslau. Estudou física e matemática na Universidade de Heidelberg, Universidade de Breslávia, Universidade de Viena e Universidade de Jena. Obteve um doutorado em 1900 na Universidade de Jena, com a tese 'Über die Dampfdruckerniedrigung verdünnter Lösungen. Foi depois assistente na Estação de Pesquisas de Terremotos do Observatório de Jena.

## Condecorações
Em Jena foi após 1991 assentada uma placa comemorativa na Beethovenstraße 44, última moradia de Eppenstein. Die Stadt benannte 2012 eine Straße im Technologiepark Jena21 nach Eppenstein.

## Obras selecionadas
- Otto Eppenstein: Über die Dampfdruckerniedrigung verdünnter wässriger Lösungen. Dissertation. Friedrich-Schiller-Universität Jena, 1900.
- Siegfr Czapski, Otto Eppenstein: Grundzüge der Theorie der optischen Instrumente nach Abbe. Johann Ambrosius Barth, 1924.